# Фредеріка Баденська
Фредеріка Доротея Вільгельміна Баденська (нім. Friederike Dorothea Wilhelmine von Baden, 12 березня 1781 — 25 вересня 1826) — королева-консорт Швеції у 1797—1809 роках, при народженні принцеса Бадену з династії Церінгенів, донька спадкоємного принца Бадену Карла Людвіга та принцеси Амалії Гессен-Дармштадтської, дружина короля Швеції Густава IV Адольфа. Молодша сестра російської імператриці Єлизавети Олексіївни.
На її честь названі населені пункти Фредріка, Доротея та Вільгельміна у лені Вестерботтен на півночі Швеції.

## Біографія

### Дитинство та юність
Фредеріка народилась 12 березня 1781 року в Карлсруе четвертою дитиною та четвертою донькою в родині спадкоємного принца Бадену Карла Людвіга та його дружини Амалії Гессен-Дармштадтської. Мала старших сестер Амалію, Кароліну та Луїзу. Згодом родина поповнилася чотирма молодшими дітьми. 
Матір була розумною жінкою з сильним характером і домінувала над чоловіком. Від 1783 року вона виконувала роль першої леді баденського двору. Дітям дала добру освіту, хоча жила родина досить скромно. Фредеріку в колі родини кликали Фрік. З дитинства всі відзначали її красу, благочестя, смиренність та музичний хист. Втім, вона вважалася інтелектуально недалекою та мала слабку конституцію, перенісши у дворічному віці ревматизм. Її гувернанткою була швейцарка, завдяки чому дівчинка вільно спілкувалася та писала французькою мовою, хоча й з окремими німецькими висловами.

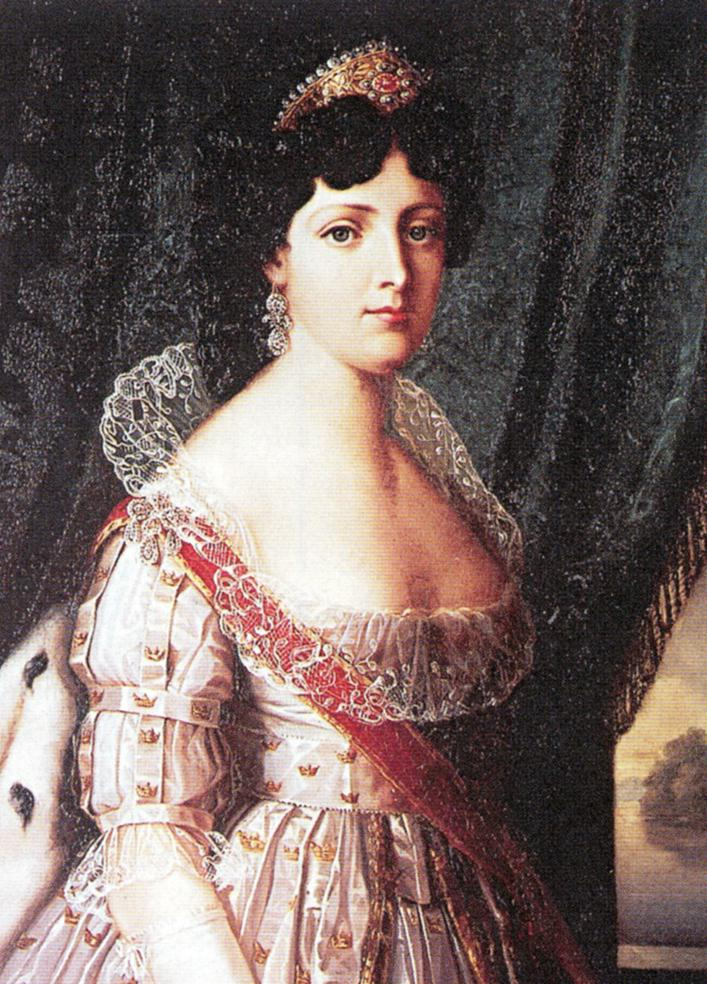
Портрет Фредеріки Е. Б. Холдебрана

На початку 1790-х років до Бадену прибув граф Румянцев Микола Петрович, який мав наказ від імператриці Катерини II побачити доньок спадкоємного принца й оцінити їхнє виховання та духовні якості, аби визначити, чи підходять вони як наречені для великого князя Олександра Павловича, старшого онука правительки. Наприкінці 1792 року імператриця запросила спадкоємну принцесу з доньками Луїзою та Фредерікою до Петербургу. Амалія Гессен-Дармштадтська відмовилася їхати, проте дала дозвіл на мандрівку донькам. Фредеріку граф описував як дівчинку з тонкими та виразними рисами, однак бліду та хворобливу.
Принцес до Росії супроводжували графиня Шувалова та таємний радник Стрекалов. 31 жовтня 1792 року вони прибули до Петербургу. 15-річний Олександр Павлович обрав за наречену Луїзу. Фредеріка перебувала при російському дворі до серпня 1793 року, після чого відбула на батьківщину, восени діставшись Карлсруе. На весіллі сестри присутньою не була.
За чотири роки її руки просив король Швеції Густав IV Адольф. Його попередні спроби заручин із принцесою Луїзою Шарлоттою Мекленбург-Шверінською, шведською графинею Еббою Моде та великою княжною Олександрою Павлівною з різних причин виявилися невдалими. Баденська принцеса була підходящим вибором, оскільки Росія, де жила її сестра, не могла офіційно не схвалити вибір. До того, на думку Густава Адольфа, наречена обов'язково мала бути вродливою. Він навідав родину принца Карла Людвіга в Ерфурті у серпні 1797 року, і скоро було оголошено про заручини.

### Королева Швеції
У 16 років Фредеріка взяла шлюб із 19-річним королем Швеції Густавом IV Адольфом. 6 жовтня 1797 року в Штральзунді відбулося укладення шлюбу за домовленістю. Нареченого представляв барон Еверт Таубе. Із Штральзунду принцеса відпливла до Карлскруни, де її зустрів Густав Адольф. У Дротнінггольмі познайомилася з королевою Софією Магдаленою та була офіційно представлена двору. Після цього відбувся урочистий в'їзд до столиці. Вінчання пройшло у каплиці королівського замку 31 жовтня 1797. 

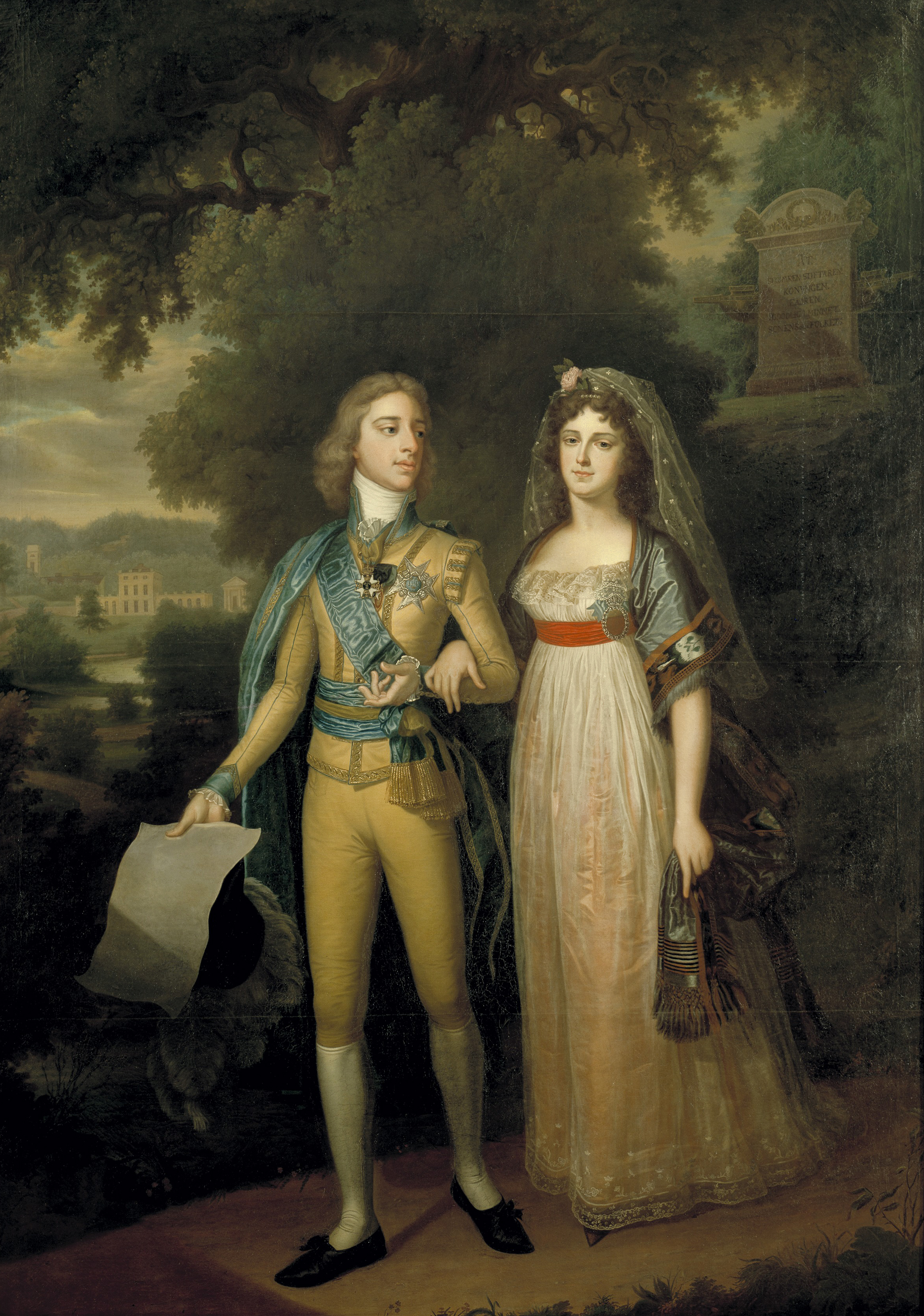
Королівське подружжя на картині Йонаса Форслунда

Королева справляла захопливе враження своєю вродою, однак через сором'язливий характер була непопулярною, оскільки не любила представницькі обов'язки та придворне життя, намагаючись ізолюватися від них. Вже на весільних урочистостях вона була сповнена жахом до публічних зібрань. Великі бали погано позначалися на її здоров'ї, а шведський клімат загалом був несприятливим.
Головна фрейліна Гедда Піпер пояснювала усамітнення королеви тим, що та, згідно з етикетом, не могла брати участь у розмовах, якщо її не представила головна фрейліна. Даного пункту в церемоніалі не було, однак Фредеріка не була в курсі та фактично залежала від Піпер. За винятком головної, король призначив фрейлінами юних дівчат віку Фредеріки, з якими вона грала в ігри. Свекруха ставилася до неї доброзичливо.
Важкими були стосунки з самим Густавом Адольфом. Обоє не мали інтимного досвіду. Незадоволення сексуальним життям дуже засмучувало короля. Ситуація погіршувалася сором'язливістю Фредеріки. Втім, до березня 1798 року, за допомогою принцеси Ядвіґи Шарлотти, проблеми були вирішені. Надалі королева скаржилася в листах до матері на надмірну сексуальну активність чоловіка, через яку почувається дуже втомленою і не спить уночі, й бажала скоріше завагітніти. Також була вражена ліберальними поглядами двору, де, за її словами, всі, окрім неї, мали коханців.
На початку 1799 року Фредеріка завагітніла і в листопаді народила первістка. Всього у шлюбі народила п'ятеро дітей. Після народження первістка стосунки між королем і королевою покращилися. Надалі вони жили інтимним та гармонійним сімейним життям, піклуючись про дітей. Густав Адольф боронив сексуальну непорочність дружини, захищаючи її від будь-якого фривольного впливу. У 1800 році він звільнив усіх молодих покоївок, замінивши літніми одруженими фрейлінами, а згодом, після постановки легковажної двозначної постановки в опері, закрив і її.
У квітні 1800 року пара була коронована. Вони надавали перевагу тихому сімейному життю в невеликому новозбудованому палаці Хаґа, куди переселилися у 1807 році, подалі від офіційного придворного життя, але з невеликим почтом. Король висловлював ідеї зректися трону та жити звичайним мирним життям за кордоном. Королева присвятила себе вихованню дітей, часто грала для чоловіка на клавікорді. Ідею зречення не підтримувала. Бувала дуже веселою у невеликому колі друзів, особливо під час відсутності Густава Адольфа. Багато листувалася з родиною.
У 1801 році її навідали батьки, які повертались до Німеччини після візиту до Петербургу. Сестра Луїза в той час стала російською імператрицею. Гостини виявилися невдалими, оскільки Фредеріка звинувачувала матір у своєму невмінні триматися на публіці, а вже після від'їзду зі столиці з батьком трапився нещасний випадок, в результаті якого він загинув.
Наступного року супроводжувала чоловіка до Фінляндії, де побачилася зі своєю сестрою Луїзою в Аборсфорсі. Влітку 1803 року разом з Густавом Адольфом відвідала родину в Карлсруе. До Стокгольму подружжя повернулося лише у лютому 1805 року, через що Фредеріку звинувачували у тривалій відсутності монарха на теренах держави.
Під час Війни четвертої коаліції у листопаді 1805 року королеві не дозволили супроводжувати чоловіка до Німеччини. Також її не розглядали як можливу регентку країни під час його відсутності. Втім, протягом часу вона вважалася символом моральної підтримки країни та викликала співчуття громадськості.

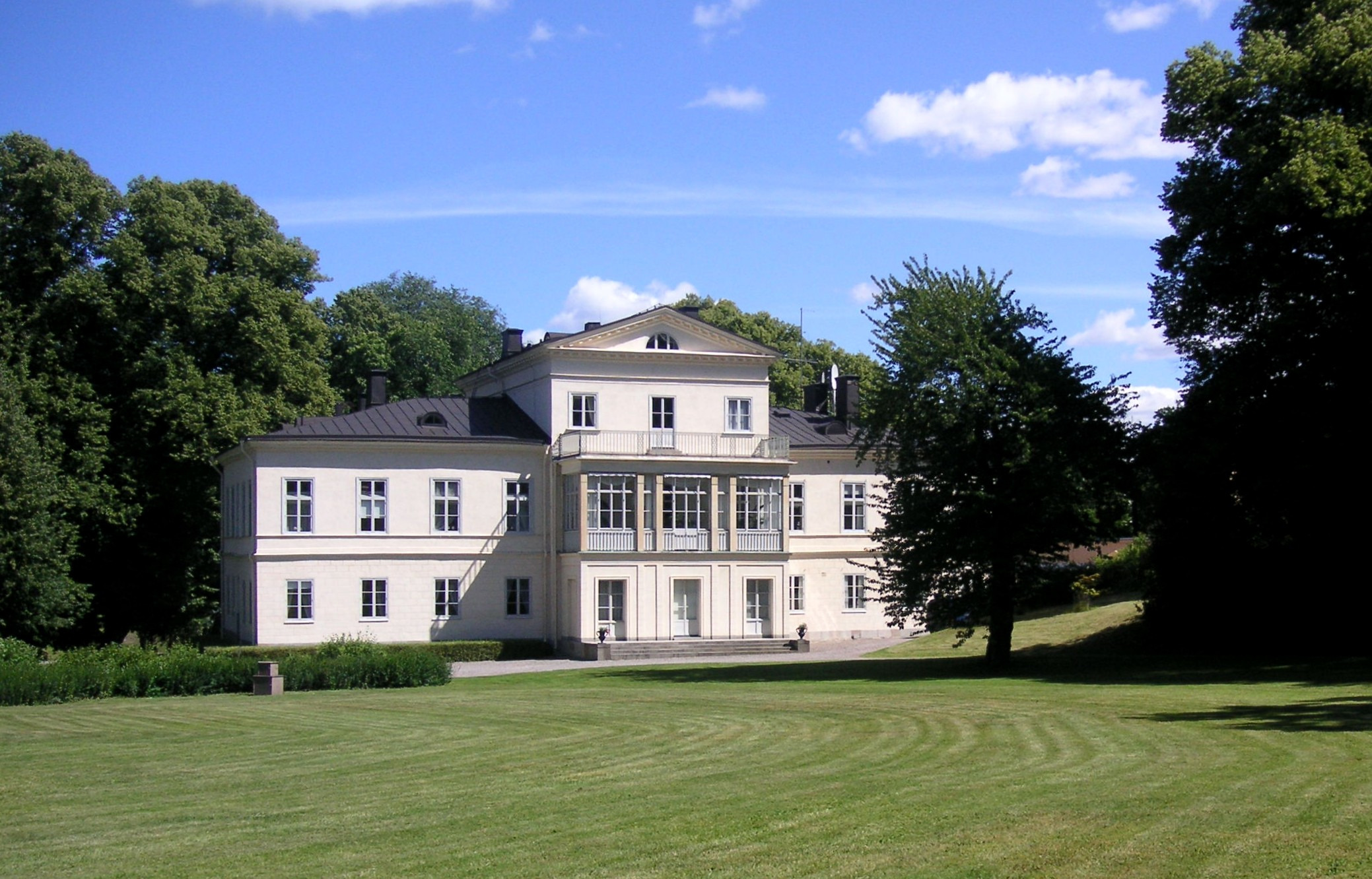
Палац Хаґа

Взимку 1806—1807 років приймала в Мальме свою сестру Марію, яка мала втікати з Німеччини від французької навали.
На державні справи не впливала і не цікавилася ними, за винятком випадків, коли вони безпосередньо торкалися її родини. Опосередковано мала змогу впливати на політику, передаючи чоловікові антинаполеонівські настрої баденських родичів. Коли ж сестра Луїза попросила вплинути на нього з метою укладення союзу з Наполеоном, це викликало конфлікт між подружжям, оскільки Густав Адольф не бажав втручання в свої справи.
У березні 1809 року почалося повстання Георга Адлерспарре. Король намагався впоратися з ним, однак був заарештований у Стокгольмі та ув'язнений у Гріпсгольмі. 10 травня він зрікся престолу. Фредеріка в цей час перебувала під вартою в палаці Хаґа, їй було дозволено зберегти титул королеви. Під час арешту вона поводилася з великою гідністю, чим заслужила значну повагу. Жінку навідувала Ядвіґа Шарлотта, нова королева країни, яка співчувала їй. Через її заступництво Фредеріка з дітьми змогла поєднатися з чоловіком після коронації нового правителя.
В Гріпсгольмі відносини між подружжям були добрими. В цей час обговорювалося питання майбутнього успадкування трону їхнім сином Густавом. Генерал Ебергард фон Вегезак планував звільнити Фредеріку з дітьми з-під арешту, проголосити Густава королем, а її саму зробити регентом. Королева від цього варіанту відмовилася. Коли ж стало відомо, що Густава викреслено з лінії престолонаслідування, назвала це юридично протиправним.

### У вигнанні

Портрет королеви Фредеріки пензля Ф. С. Штірнбранда, 1824, замок Гріпсгольм

6 грудня 1809 року родина залишила Швецію. Велика Британія відмовился надати їм притулок. Зі Стокгольму сімейство виїжджало на трьох каретах. Фредеріці було запропоновано почт відповідний її статусу та належні урочистості, однак вона відмовилася, узявши разом із собою лише камеристку-німкеню. На кораблі вони відпливли з Карлскруни до Німеччини.
10 лютого прибули до Бадену, де різні погляди подружжя на подальше життя швидко далися взнаки. Густав Адольф праг жити звичайним сімейним життям в поселеннях моравських братів у Шлезвігу чи Швейцарії. Фредеріка не хотіла втрачати свій статус, відмовлятись від влаштування вигідних шлюбних партій для дітей та бажала оселитися у палаці Мерсбург на березі Боденського озера, який надала для проживання її родина. У сексуальних стосунках королева чоловікові відмовила, аргументуючи тим, що не хоче народжувати вигнанців. Густав Адольф вже у квітні виїхав до Базеля, де почав вимагати розлучення.
У липні та вересні пара здійснила дві спроби примирення, які не увінчалися успіхом. У 1811 році Густав Адольф остаточно вирішив розлучитися, аби узяти новий шлюб, про що повідомив матері. Фредеріка ідею розлучення не підтримувала. Оформлене воно було 17 лютого 1812 року та підтверджене євангельсько-лютеранською консисторією в Карлсруе 16 травня 1814. Тоді ж королева зробила опікуном дітей російського імператора. У 1810—1814 роках мешкала з дітьми у палацах Брухзал та Рорбах із матір'ю, після чого вони переїхали до власного будинку в Карлсруе. Крім того, мали житло в Баден-Бадені та заміський будинок під назвою Вільямонт в передмісті Лозанни. Продовжувала листування з колишньою свекрухою та королевою Ядвіґою Шарлоттою.
Після 1814 року проводила багато часу при дворі Карлсруе, підтримувала тісні контакти з численними родичами та часто подорожувала Німеччиною, Італією та Швейцарією під іменем графині Іттербург. Мала власний двір, очолюваний шведським бароном Мунком. Відмовилася від шлюбних провозицій герцога Фрідріха Вільгельма Брауншвейг-Вольфенбюттельського та короля Пруссії Фрідріха Вільгельма III. За чутками, таємно одружилася з учителем свого сина, де Пуйє-Вернланом, у 1823 році в Швейцарії.
В останні роки життя її здоров'я слабшало. Померла в Лозанні у 45-річному віці від хвороби серця. Похована у південній крипті монастирської церкви Святого Михайла у Пфорцгаймі.

## Нагороди
- Великий хрест ордену Святої Катерини (Російська імперія) (24 листопада 1792).

## Родина
Чоловік — Густав IV Адольф, король Швеції
Діти:
- Густав (1799—1877) — спадкоємний принц Швеції, принц Ваза, генерал-фельдмаршал австрійської армії, був одруженим із баденською принцесою Луїзою Амелією, мав двох дітей, що не залишили нащадків;
- Софія (1801—1865) — дружина великого герцога Бадену Леопольда, мала восьмеро дітей;
- Карл Густав (1802—1805) — великий князь Фінляндський, прожив два з половиною роки;
- Амалія (1805—1853) — страждала на рахіт, одружена не була, дітей не мала;
- Сесилія (1807—1844) — дружина великого герцога Ольденбургу Августа I, мала трьох синів.